# 谢尔·韦斯特
谢尔·韦斯特（瑞典語：Kjell Westö，1961年8月6日—）是芬兰瑞典族作家、小说家。曾使用笔名安德斯·赫德，用瑞典语写作。

## 生平介绍
1961年8月6日韦斯特出生于芬兰首都赫尔辛基的一个瑞典族家庭，他的弟弟是作家莫尔腾·韦斯特。1986年发表处女作《Tango orange》。2006年韦斯特凭借其小说《我们走过的地方》赢得当年的芬兰文学奖。他曾多次获得国际都柏林文学奖的提名。2014年凭借长篇小说《幻影38》获得北欧理事会文学奖。截至2014年，韦斯特已出版了十四部作品。

## 作品主题
韦斯特的小说主要描写生活在芬兰的瑞典族与芬兰族之间因生活习惯等方面的文化差异而产生的矛盾。

## 荣誉
- 1997年：图书感谢奖章（芬蘭語：Kiitos kirjasta -mitali）
- 2006年：芬兰文学奖
- 2014年：北欧理事会文学奖
- 2018年：瑞典学院芬兰奖

## 作品列表
- 《橙色探戈》（Tango orange，1986）
- 《纳希特先生的墓志铭》（Epitaf över Mr. Nacht，1988）
- 《错误的祈祷》（Avig-Bön，1989）
- 《皮疹，及其他》（Utslag och andra noveller，1989）
- 《布鲁斯案，等三个小说》（Fallet Bruus. Tre berättelser，1992）
- 《赫尔辛基上空的风筝》（Drakarna över Helsingfors，1996）
- 《大都会》（Metropol，1998）
- 《作为一只秋沙鸭的危险》（Vådan av att vara Skrake，2000）
- 《朗》（Lang，2002）
- 《平静的最爱》（Lugna favoriter，2004）
- 《我们走过的地方》（Där vi en gång gått，2006）
- 《请不要在黑暗中独自漫步》（Gå inte ensam ut i natten，2009）
- 《裂缝：1986-2011选集》（Sprickor : valda texter 1986-2011，2011）
- 《幻影38》（Mirage 38，2013）